# Воронеж (линейный корабль)
«Воронеж» — 62-пушечный парусный линейный корабль Азовского флота России. 

## Описание корабля
Длина корабля по сведениям из различных источников составляла от 37,3 до 37,4 метра, ширина от 10,5 до 10,7 метра, а осадка — 2,7 метра. Экипаж судна состоял из 327 человек.

## История службы
Корабль «Воронеж» был заложен в Воронеже в ноябре 1697 года и, после спуска на воду в 1703 году вошёл в состав Азовского флота. Строительство вёл корабельный мастер Выбе Геренс.
В 1710 году корабль был разобран в Таврове.